# Schatten des Geistes
Schatten des Geistes: Wege zu einer neuen Physik des Bewußtseins (OT: Shadows of the Mind: A Search for the Missing Science of Consciousness) ist ein 1994 erschienenes Buch des mathematischen Physikers und Nobelpreisträgers Roger Penrose und kann als Nachfolger seines 1989 erschienenen Buches Computerdenken (OT: The Emperor's New Mind: Concerning Computers, Minds and The Laws of Physics) verstanden werden. Die deutsche Übersetzung von Anita Ehlers erschien 1995.
Zentrale Aussagen von Penrose lauten:
- Das menschliche Bewusstsein ist nicht algorithmisch darstellbar: nicht mittels einer Turingmaschine, geschweige denn mittels eines realen Digitalrechners.
- Quantenmechanik spielt eine wichtige Rolle beim Verständnis menschlichen Bewusstseins. Insbesondere nimmt Penrose an, Mikrotubuli innerhalb von Neuronen könnten eine Superposition einnehmen.

Aus dem Gödelschen Unvollständigkeitssatz lasse sich zudem schließen, dass es Aussagen in bestimmten formalen Systemen gibt, deren Widerspruchsfreiheit Mathematiker unzweifelbar erkennen können, welche aber nicht formal als widerspruchsfrei bewiesen werden können. Daraus schlussfolgert Penrose, dass jeder Mensch ein Bewusstsein habe, welches von Maschinen nicht simuliert werden könne.
Obwohl die in Schatten des Geistes dargelegte Theorie von Rezensenten als sehr reichhaltig wahrgenommen wird, sind die Konsequenzen der Theorie für ein Verständnis des Bewusstseins sehr umstritten.

## Auflagen und Übersetzungen
- Roger Penrose: Shadows of the Mind: A Search for the Missing Science of Consciousness. Vintage Books, New York 1995, ISBN 978-0-099-58211-3.

Die englische Originalausgabe ist
- Roger Penrose: Shadows of the Mind: A Search for the Missing Science of Consciousness. Oxford University Press, New York 1994, ISBN 978-0-198-53978-0.

Die deutsche Übersetzung ist erschienen bei Spektrum Akademischer Verlag:
- Roger Penrose: Schatten des Geistes: Wege zu einer neuen Physik des Bewußtseins, Spektrum Akademischer Verlag, Heidelberg 1995, ISBN 978-3-860-25260-4.